# Center Point Road
Center Point Road è il quarto album in studio del cantante di musica country statunitense Thomas Rhett, pubblicato nel 2019.

## Tracce
1. Up – 3:27
2. Don't Threaten Me with a Good Time (featuring Little Big Town) – 3:35
3. Blessed – 3:34
4. Look What God Gave Her – 2:48
5. Center Point Road (featuring Kelsea Ballerini) – 3:36
6. That Old Truck – 3:32
7. VHS – 3:16
8. Notice – 3:42
9. Sand – 2:42
10. Beer Can't Fix (featuring Jon Pardi) – 3:29
11. Things You Do for Love – 3:26
12. Remember You Young – 3:00
13. Don't Stop Drivin' – 3:03
14. Barefoot – 3:00
15. Dream You Never Had – 3:22
16. Almost – 3:13

## Classifiche
| Classifica (2019) | Posizione raggiunta |
| ----------------- | ------------------- |
| Stati Uniti       | 1                   |